# Seehof (Templin)
Seehof ist ein Wohnplatz im Ortsteil Ahrensdorf der amtsfreien Stadt Templin im Landkreis Uckermark in Brandenburg.

## Geographie
Der Ort liegt 1 Kilometer nördlich von Ahrensdorf, 5 Kilometer östlich von Templin und 29 Kilometer südwestlich von Prenzlau am südlichen Ufer des Fährsees. Die Nachbarorte sind Engelsburg im Nordosten, Ahrensnest im Südosten, Ahrensdorf im Süden, Drei Häuser und Morgenland im Südwesten sowie Fährkrug und Forsthaus Laatz im Nordwesten.